# Trstenik (Rosoman)
Trstenik (makedonsky: Трстеник) je vesnice v Severní Makedonii. Nachází se v opštině Rosoman ve Vardarském regionu.

## Geografie
Vesnice Trstenik se nachází v oblasti Tikveš, 17 km severozápadně od města Kavadarci a 7 km jižně od města Rosoman.

## Historie
Oblast Trsteniku byla osídlena již od starověku, o čemž svědčí ložisko Makaria, vzdálené 1 km od vesnice. Dnešní vesnice pak má kořeny ve středověku, o čemž svědčí dochované budovy a kostel.
Podle záznamů Vasila Kančova zde v roce 1900 žilo 140 obyvatel makedonské národnosti.

## Demografie
Podle sčítání lidu z roku 2021 žije ve vesnici 209 obyvatel. Etnické skupiny jsou:
- Makedonci – 199
- Srbové – 3
- ostatní – 7

| Rok          | 1900 | 1948 | 1953 | 1961 | 1971 | 1981 | 1991 | 1994 | 2002 | 2021 |
| ------------ | ---- | ---- | ---- | ---- | ---- | ---- | ---- | ---- | ---- | ---- |
| Obyvatelstvo | 140  | 181  | 328  | 326  | 328  | 306  | 258  | 248  | 246  | 209  |